# La tala del bosque
La tala del bosque. Historia de un cadete (en ruso: Рубка леса. Рассказ юнкера) es un cuento del escritor ruso León Tolstói publicado en el N.º 9 de la revista El Contemporáneo en septiembre de 1855. Pertenece al ciclo de obras ambientadas en el Cáucaso.
La acción tiene lugar en Chechenia durante la Guerra del Cáucaso, en la década de 1850. El relato está narrado desde la perspectiva de un cadete que comanda un destacamento de una batería de artillería.

## Cronología

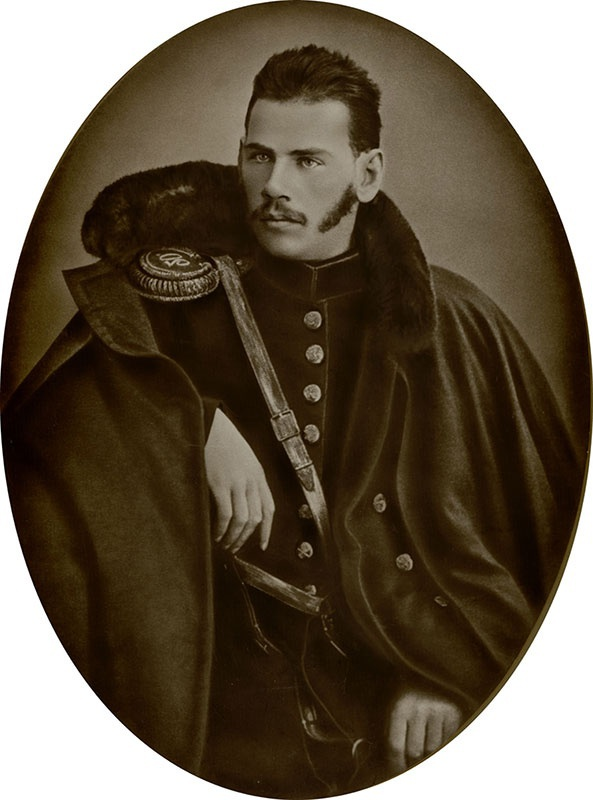
Tolstói en 1854

A comienzos de 1853, Tolstói se unió a una expedición militar en el Cáucaso donde se ocupó de primera mano de la "tala de bosques". La tala de bosques era una táctica militar utilizada para aumentar el control y la seguridad en el territorio, así como para debilitar la resistencia de las poblaciones locales rebeldes en el Cáucaso, desplazándolas de sus áreas de refugio naturales hacia regiones más accesibles y controladas por las fuerzas rusas.
La historia, según el propio Tolstói, muestra claras huellas de la influencia de Turguénev.En una carta a Nekrásov del 14 de junio de 1855, escribe: «Si Turguénev está en San Petersburgo, pregúntale si puedo dedicar el cuento del Cadete a él: dedicado a I. Turguénev. Esta idea me vino porque cuando releí el artículo, encontré en él muchas imitaciones involuntarias de sus cuentos».
Se publicó bajo el título: «La tala del bosque. Historia de un cadete. (Dedicado a I. S. Turguéniev)». Debajo de la historia está la firma L.N.T. y la fecha: «15 de junio de 1855».

### Citas
1. ↑  Mendelssohn, 1935, p. 310.
2. ↑  Mendelssohn, 1935, p. 287.
3. 1 2  Mendelssohn, 1935, p. 304.
4. 1 2  Mendelssohn, 1935, p. 309.

#### Libros
- Mendelssohn, N. M. (1935). «Comentarios. La tala del bosque».  En N. M. Mendelssohn; S. L. Tolstói, eds. Obras, 1852-1856 (Obras completas de León Tolstói en 90 volúmenes) (en ruso) 3. Moscú, Rusia: Biblioteca Estatal Rusa. pp. 304-311.